# Alpena, Arkansas
Alpena là một thị trấn thuộc quận Boone, tiểu bang Arkansas, Hoa Kỳ. Năm 2010, dân số của thị trấn này là 392 người.

## Dân số
- Dân số năm 2000: 371 người.
- Dân số năm 2010: 392 người.